# Periclimenes madreporae
Periclimenes madreporae är en kräftdjursart som beskrevs av Bruce 1969. Periclimenes madreporae ingår i släktet Periclimenes och familjen Palaemonidae. Inga underarter finns listade i Catalogue of Life.